# Lantana melissiodorifera
Lantana melissiodorifera là một loài thực vật có hoa trong họ Cỏ roi ngựa. Loài này được Perr. mô tả khoa học đầu tiên năm 1825.